# Stottita
La stottita es un mineral hidróxido de fórmula Fe2+[Ge4+(OH)6].
Fue descubierto en la mina Tsumeb (Namibia) y descrito por primera vez en 1958 por H. Strunz, G. Söhnge y B. H. Geier.
Recibió su nombre por Charles E. Stott (1896-1978), geólogo y director de la mina Tsumcor, Tsumeb (Namibia).

## Propiedades
La stottita es un mineral transparente o translúcido, de color marrón, verde o incoloro, con brillo graso.
Con luz transmitida su coloración es marrón anaranjada, pudiendo estar «zonado» con centros de color verde oliva prácticamente incoloros.
Tiene una dureza de 4,5 en la escala de Mohs y una densidad de 3,6 g/cm³.
La stottita cristaliza en el sistema tetragonal, clase dipiramidal.
Químicamente es un hexahidroxogermanato de hierro, un compuesto con un anión complejo de Ge(IV).
Su composición elemental aproximada corresponde a un 42%-45% de GeO2 y un 31-35% de FeO. Como principales impurezas pueden aparecer manganeso, magnesio y calcio.
La stottita es miembro de un subgrupo mineralógico que lleva su nombre (subgrupo de la stottita), del que también forman parte la mopungita y la tetrawickmanita.
A su vez, este subgrupo forma parte del supergrupo de la perovskita.

## Morfología y formación
Los cristales de stottita, de hasta 1 cm de tamaño, son tetragonales dipiramidales, pseudo-octaédricos, con {111} dominante, modificados por {100}, {110}, {101} y {102}.
Es un mineral secundario poco frecuente que se ha observado en una zona oxidada de un depósito hidrotermal con dolomía rico en germanio.
Aparece asociado a tennantita, germanita, renierita, calcocita, leiteíta, schneiderhohnita, brunogeierita y siderita.

## Yacimientos
Es un mineral extraordinariamente escaso. El único depósito conocido es su localidad tipo, la mina Tsumeb (Oshikoto, Namibia).
Es una mina de Cu-Pb-Zn-Ag-Ge-Cd reconocida a nivel mundial por su riqueza en minerales raros e inusuales. Descubierta e inicialmente explotada en 1907, fue clausurada en 1996 por motivos económicos.